# Камор
Камор (фр. Camors) насеље је и општина у северозападној Француској у региону Бретања, у департману Морбијан која припада префектури Лорјен.
По подацима из 2011. године у општини је живело 2865 становника, а густина насељености је износила 77,24 становника/km². Општина се простире на површини од 37,09 km². Налази се на средњој надморској висини од 104 метара (максималној 137 m, а минималној 27 m).

## Демографија
| 1962. | 1968. | 1975. | 1982. | 1990. | 1999. | 2011. |
| ----- | ----- | ----- | ----- | ----- | ----- | ----- |
| 2.315 | 2.436 | 2.300 | 2.321 | 2.375 | 2.353 | 2.865 |

График промене броја становника у току последњих година